# L'uomo che sfidò l'organizzazione
L'uomo che sfidò l'organizzazione è un film del 1975 diretto da Sergio Grieco.

## Trama
Steve, un impiegato dell'aeroporto di Fiumicino, mette le mani su una spedizione di droga. Con l'aiuto della sua compagna Maggie, la rivende all'estero per un miliardo.